# Ludo Troch
Ludo Troch is een Belgisch filmmonteur/filmeditor.
Hij was de laureaat van de César beste montage in 2004 voor zijn montage van Cavale uit 2002 van Lucas Belvaux. De film maakte deel uit van een trilogie van gelijktijdig geproduceerde films die alle drie gelauwerd werden.
Voor de montage van Le concert van Radu Mihaileanu werd hij in 2010 nog eens genomineerd voor een César. Voor deze filmmontage was hij ook de laureaat van de GOPO Awards. Hij monteerde ook de volgende film van deze regisseur La source des femmes uit 2011.
Troch speelde ook een paar rollen als acteur, onder meer deze van Emilio in Istanbul en van matroos Tezatomt' in Sailors Don't Cry. Verder is hij ook actief als docent in de opleiding Audiovisuele Kunsten van Sint-Lukas Brussel.
Ludo Troch is de vader van de bekende regisseuse Fien Troch.

## Films
- 1979 - De proefkonijnen van Guido Henderickx
- 1980 - Hellegat van Patrick Lebon
- 1981 - Het einde van de reis
- 1981 - Brugge, die stille
- 1982 - De potloodmoorden
- 1983 - Brussels by Night
- 1983 - Zaman
- 1984 - De droomproducenten
- 1985 - Istanbul
- 1985 - Het ongeluk
- 1985 - Springen
- 1985 - De Leeuw van Vlaanderen
- 1986 - The Secrets of Love
- 1987 - Crazy Love
- 1988 - Sailors Don't Cry
- 1989 - Blueberry Hill
- 1989 - Australia
- 1989 - Wait Until Spring, Bandini
- 1991 - Un type bien
- 1991 - Eline Vere
- 1992 - Je pense à vous
- 1992 - Vrouwen willen trouwen
- 1992 - L'Ordre du jour
- 1993 - Ad fundum
- 1993 - Daens
- 1993 - Just Friends
- 1994 - Hey Stranger
- 1994 - Dada
- 1995 - Brylcream Boulevard
- 1995 - Le Conte des trois diamants
- 1996 - Lisa
- 1997 - Anouk et les autres
- 1997 - La Sicilia
- 1997 - Hombres complicados
- 1997 - Big in Belgium
- 1997 - C'est la tangente que je préfère
- 1998 - Los taxios
- 1998 - Licht
- 1998 - Rosie
- 1998 - La Patinoire van Jean-Philippe Toussaint
- 1999 - De Feniks (kortfilm) de Jacco Groen
- 1999 - Molokai: The Story of Father Damien van Paul Cox
- 1999 - De bal van Danny Deprez
- 2000 - Penalty van Pieter Van Hees
- 2000 - Joyeux Noël, Rachid (kortfilm) van Sam Garbarski
- 2000 - Bruxelles mon amour van Kaat Beels, Marc Didden en Peter Vandekerckhove
- 2000 - Iedereen beroemd! van Dominique Deruddere
- 2000 - Saint-Cyr van Patricia Mazuy
- 2000 - Le Roi danse van Gérard Corbiau
- 2001 - Olivetti 82 van Rudi Van Den Bossche
- 2002 - Villa des roses van Frank Van Passel
- 2002 - Le Chignon d'Olga van Jérôme Bonnell
- 2002 - Cavale van Lucas Belvaux
- 2003 - Quand tu descendras du ciel d'Eric Guirado
- 2003 - Le Tango des Rashevski van Sam Garbarski
- 2003 - Verder dan de maan van Stijn Coninx
- 2004 - Suske en Wiske: De duistere diamant van Rudi Van Den Bossche
- 2004 - Viva Laldjérie van Nadir Moknèche
- 2004 - Romance van Douglas Boswell
- 2004 - Matin calme (kortfilm) van Annick Ghijzelings
- 2005 - Va, vis et deviens van Radu Mihaileanu
- 2005 - Miss Montigny van Miel Van Hoogenbemt
- 2006 - La Raison du plus faible van Lucas Belvaux
- 2007 - Irina Palm van Sam Garbarski
- 2007 - Sarah (kortfilm) de Kadija Leclere
- 2007 - Délice Paloma van Nadir Moknèche
- 2007 - Man zkt vrouw van Miel Van Hoogenbemt
- 2008 - Unspoken van Fien Troch
- 2008 - Séraphine van Martin Provost
- 2009 - Zomer (kortfilm) van Ellen Helsen
- 2009 - Le Concert van Radu Mihaileanu
- 2010 - Quartier lointain van Sam Garbarski
- 2011 - Où va la nuit van Martin Provost
- 2011 - La Source des femmes van Radu Mihaileanu

- Gemeinsame Normdatei: 1061591387
- Library of Congress Control Number: no2009101344
- Nationale Bibliotheek van Israël: 987009541057205171
- Virtual International Authority File: 311637381